# 歯舌

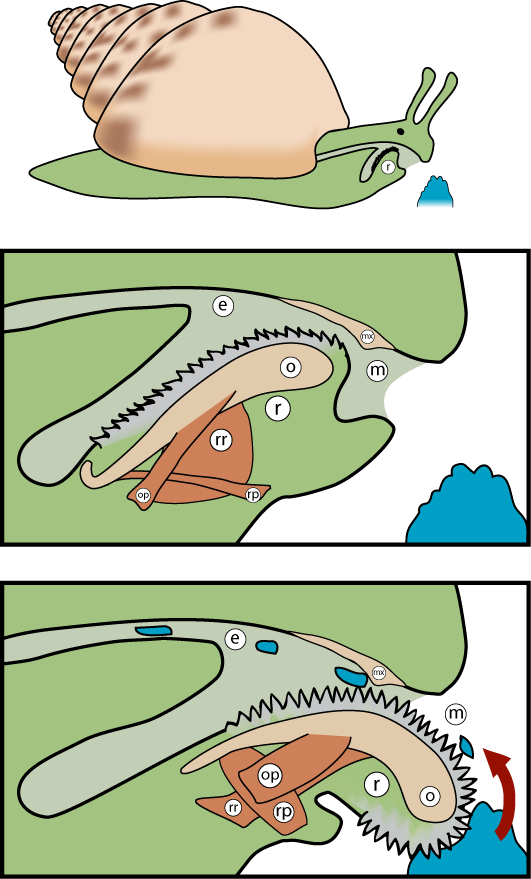
歯舌（ギザギザした部分）を使う様子

歯舌（しぜつ）は、軟体動物の多くが口の中に持つ硬い舌のような器官。ヒトの歯にあたる器官で、やすり状になっていて、食物を削り取って食べるのに使う。
軟体動物の多くのもので、口の内部の下側の盛り上がった部分として存在し、その表面に細かい歯があって、これを突き出して舐めるように動かすことで餌を削り取ることが出来る。たとえばカタツムリにキュウリなど与えると、しゃりしゃりといった音を立てて削り取るように食べるのが見られる。その食べ跡を見ると、細かく削ってゆく様子がわかる。

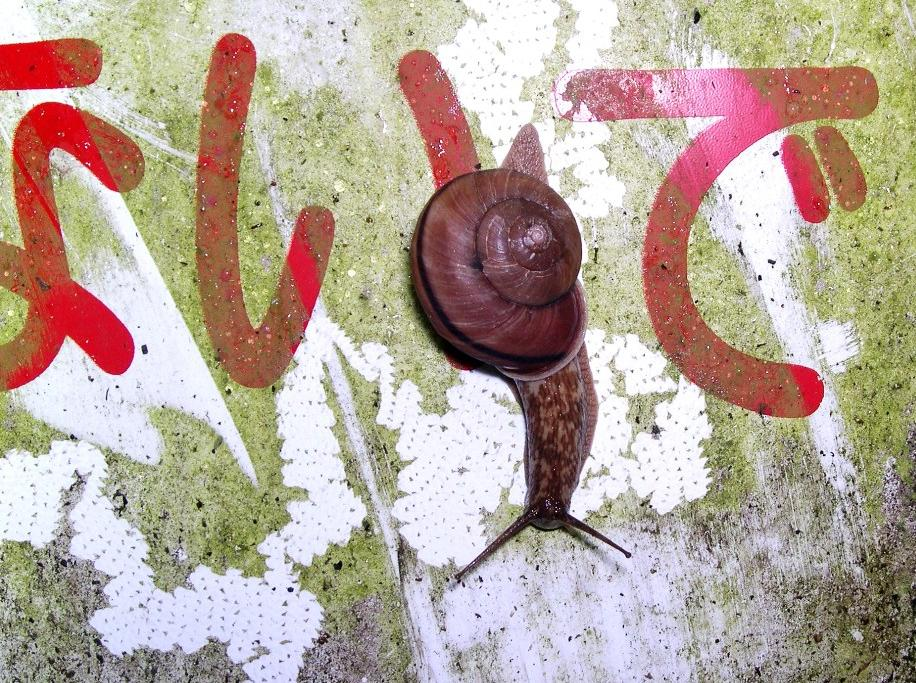
ヒダリマキマイマイとその食痕。1個のしずく型が一舐めの痕。横一列に数回舐めると "一歩" 前進し、手前の列が終わった地点から再び横一列に舐め始めるため、食痕はS字状の連続となる。